# Maurice Bailey
Maurice Edward Bailey (Bronx, 30 ottobre 1981) è un ex cestista statunitense con cittadinanza giamaicana.

## Palmarès
- Campionato sloveno: 1

Union Olimpija: 2007-08
- Campionato lettone: 1

VEF Riga: 2011-12
- Coppa di Slovenia: 1

Union Olimpija: 2008
- Semaine des As: 1

Nancy: 2005
- Supercoppa slovena: 1

Union Olimpija: 2007